# Энгельстад, Оскар
Оскар Энгельстад (норв. Oscar Engelstad; 2 ноября 1882, Кристиания — 17 июля 1972, Осло) — норвежский гимнаст, боксёр и борец, бронзовый призёр летних Олимпийских игр 1912 года по гимнастике в командном первенстве по шведской системе.